# Kållapp
Kållap eller kållapp är en styckningsdel som består av bukmuskler hos nötkreatur. Delen kallas även slaksida. Historiskt har kållappen mest använts för chark- och färsproduktion, men på senare år har flankstek och flappstek börjat styckas ut för att säljas som stek- och grillkött.